# Hibbertia bouletii
Hibbertia bouletii är en tvåhjärtbladig växtart som beskrevs av J.M. Veillon. Hibbertia bouletii ingår i släktet Hibbertia och familjen Dilleniaceae. Inga underarter finns listade i Catalogue of Life.